# Skardu
Skardu je město v oblasti Gilgit-Baltistán v Kašmíru, na území spravovaném Pákistánem. Nachází se v nadmořské výšce přibližně 2230 m ve stejnojmenném údolí na soutoku řek Indus a Šigar. Hory bezprostředně obklopující město dosahují výšek 4500 až 5800 m n. m. Skardu je vstupním bodem ke karákóramským osmitisícovkám, západně od města leží Nanga Parbat, nedaleko se nacházejí také Broad Peak, Gašerbrum I, Gašerbrum II a K2. První zmínka o Skardu pochází z první poloviny 16. století. Pevnost Kharpocho byla postavena koncem 16. století. Nachází se zde mezinárodní letiště, původně založené v roce 1949 jako vojenská letecká základna.